# Ashk Dahlén
Ashk Peter Dahlén (Tafresh, Provincia de Markazí, 3 de junio de 1972) es un erudito, lingüista, iranólogo, traductor y docente sueco de origen iraní de lengua persa en la Universidad de Upsala. Ha publicado extensamente en revistas y ha escrito varios libros en el campo de los estudios iraníes.

## Carrera
Ashk Dahlén es autor de varios estudios académicos sobre literatura persa, historia cultural iraní, zoroastrismo y sufismo. También es traductor de literatura persa clásica y de literatura avéstica. En 2001, publicó su primera obra de traducción al sueco, Vassflöjtens sång, que consiste en una selección de poesía escrita por el poeta medieval persa Yalal ad-Din Muhammad Rumi. Ha publicado traducciones literarias del Divān de Hafez de Shiraz, Chahār maqāla (Cuatro discursos) de Nizami Aruzi y Lama'āt (Destellos) de Fakhr od-din Araqi. También ha realizado una traducción al sueco de los Gathas de Zoroastro y de Yasna Haptanghaiti del Idioma avéstico, que se publicó en 2023.
Dahlén es cuatrilingüe en sueco, persa, inglés y francés.[cita requerida]

## Obra seleccionada en inglés
- Islamic Law, Epistemology and Modernity: Legal Philosophy in Contemporary Iran, New York, 2003.
- Transcendent Hermeneutics of Supreme Love : Rumi's Concept of Mystical "Appropriation", Orientalia Suecana, Uppsala, 2003.
- The Holy Fool in Medieval Islam: The Qalandariyat of Fakhr al-din Arāqi, Orientalia Suecana, Uppsala, 2004.
- Sirat al-mustaqim: One or Many? Religious Pluralism Among Muslim Intellectuals in Iran, The Blackwell Companion to Contemporary Islamic Thought, ed. I. Abu-Rabi, Oxford, 2006.
- The Hermeneutics of Post-modern Islam: The Case of ‘Abdol-Karim Sorush, Religious Texts in Iranian Languages, red. F. Vahman och C. V. Pedersen, The Royal Danish Academy of Sciences and Letters, Copenhagen, 2007.
- Female Sufi Saints and Disciples: Women in the life of Jalāl al-din Rumi, Orientalia Suecana, vol. 57, Uppsala, 2008.
- Sufi Islam, The World's Religions: Continuities and Transformations, ed. P. B. Clarke & Peter Beyer, New York, 2009.
- Kingship and Religion in a Mediaeval Fürstenspiegel: The Case of the Chahār Maqāla of Nizāmi Aruzi, Orientalia Suecana, vol. 58, Uppsala, 2009.
- He addressed the Kayānian king: “I am a prophet!”: The Image of Zoroaster in the Dāstān-e Goshtāsp (Tale of Goshtāsp), Orientalia Suecana, Uppsala, 2012.
- Thematic Features in Iranian National History Writings: The Case of the Dāstān-e Goshtāsp (Tale of Goshtāsp), International Shāhnāme Conference. The Second Milliennium: Conference Volume, ed. F. Hashabeiky, Uppsala, 2014.
- Literary Interest in Zoroastrianism in Tenth-Century Iran: The Case of Daqiqi's Account of Goshtāsp and Zarathustra in the Shāhnāmeh, The Zoroastrian Flame: Exploring Religion, History and Tradition, ed. A. Williams, S. Stewart & A. Hintze, London, 2016.
- Living the Iranian dolce vita: Herodotus on wine drinking and luxury among the Persians, Achaemenid Anatolia: Persian Presence and Impact in the Western Satrapies 546–330 BC, ed. Ashk P. Dahlén, Uppsala, 2020.